# Midnatt (film)
Midnatt (engelska: Midnight) är en amerikansk långfilm från 1939 i regi av Mitchell Leisen, med Claudette Colbert, Don Ameche, John Barrymore och Francis Lederer i rollerna.

## Handling
Den misslyckade artisten Eve Peabody (Claudette Colbert) anländer till Paris efter att ha förlorat alla sina pengar på Monte Carlos kasinon. Hon lyckas övertyga den ungerska taxichauffören Tibor Czerny (Don Ameche) att köra runt henne till stadens nattklubbar för att försöka hitta ett jobb. Efter rader av misslyckanden smiter Eve från Tibor och lyckas ta sig in på en väldigt fin tillställning klart över hennes klass. Den unga och vackre Jacques Picot (Francis Lederer) lägger dock märke till henne och blir under ett parti bridge helt begeistrad. Detta utnyttjas av Georges Flammarion (John Barrymore). Han lyckas snabbt luska ut att Eve inte alls är den ungerska baronessan hon utger sig för att vara utan bara en simpel artist. Men Georges spelar med och förbättrar Eves historia - han vill utnyttja henne för att bryta upp Jacques affär med hans fru.

## Rollista
| Claudette Colbert | – Eve Peabody / Baroness Czerny |
| Don Ameche        | – Tibor Czerny                  |
| John Barrymore    | – Georges Flammarion            |
| Francis Lederer   | – Jacques Picot                 |
| Mary Astor        | – Helene Flammarion             |
| Elaine Barrie     | – Simone                        |
| Hedda Hopper      | – Stephanie                     |
| Rex O'Malley      | – Marcel Renaud                 |
| Monty Woolley     | – Domaren                       |
| Armand Kaliz      | – Lebon - Eves advokat          |

## Produktion
Midnatt var den andra filmen som manusförfattarna Billy Wilder och Charles Brackett skrev tillsammans (den första var Blåskäggs åttonde hustru (1938)). Under Wilders regi kom de senare att skriva filmer som Sunset Boulevard och Förspillda dagar. Wilder var missnöjd med hur regissören Mitchell Leisen behandlade deras manus vilket ledde honom till att själv vilja regissera så han kunde ha mer kreativ kontroll.
Det var vissa problem med skådespelarna. Claudette Colbert ville inte bli fotograferad från höger sida då hon enligt regissören Leisen var övertygad om att hennes näsa var sned på den sidan. John Barrymore kunde efter hårt alkoholmissbruk knappt lära sig sina repliker och man höll upp stora replikkort utanför bild. Mary Astor var gravid vilket ledde till vissa omskrivningar och hantering för att inte visa upp detta på film.

## Eftermäle
Filmen betecknas idag som en av de mest lyckade av de klassiska screwballkomedierna.